# Roxane Noat-Notari
Roxane Noat-Notari, född 1913, död 2004, var en monegaskisk politiker.
Hon blev 1963 sitt lands första kvinnliga parlamentariker och satt i parlamentet 1963–1983.